# Jurij Mihajlovics Baturin
Jurij Mihajlovics Baturin (oroszul: Юрий Михайлович Батурин; Moszkva, 1949. június 12.–) szovjet-orosz űrhajós.

## Életpálya
1966-ban kitüntetéssel végzett egy angol nyelvű speciális iskolában. (Folyékonyan beszél svédül.) A  moszkvai Fizikai Műszaki Egyetemen repülési dinamika és űrhajó ellenőrzése szakin mérnök-fizikus diplomát szerzett. 1973-tól 1980-ig az Energia vállaltnál mérnök, majd főmérnök. Fő feladata az űrhajó napelemes tájolásának fejlesztése. 1980-tól az Állam-és Jogtudományi Intézet munkatársa. 1990-ben amerikában tudományos kutató.
1980-ban jogi diplomát szerzett. Kandidátusi címét 1985-ben illetve 1992-ben megvédte. 2000-ben a vezérkari Katonai Akadémia szerzett diplomát. 2005-ben az orosz külügyminisztérium Diplomáciai Akadémiáján szerzett diplomát. 1990-1992 között Gorbacsov tanácsadó asszisztense. 1992-1993 között az Orosz Állami Televízió és Rádió Társaság elnöki tanácsadója. 1993-tól az orosz Elnöki Tanács Jogi Bizottság elnökének asszisztense. 1994-től az Oroszországi Föderáció nemzetbiztonsági elnök asszisztense. 1996-tól az Oroszországi Föderáció védelmi miniszterének asszisztense, majd leépítés után a Moszkvai Műszaki Fizikai Intézet jogi tanszékének munkatársa. 2009-től az orosz Biztonsági Tudományos Tanács munkatársa, majd az orosz Kamara elnökének tanácsadója. 2010-től az Orosz Tudományos Akadémia történelmi Intézetének igazgatója. Titkára az orosz Újságírók Szövetségének.
1975-ben elutasították űrhajósi kérelmét. 1996. januártól a Jurij Gagarin Űrhajós Kiképző Központban egyéni felkészítést kapott. Folyamatos ellenőrzés mellett, majd a szakmai vizsgákon történő megfelelés alapján megkapta az űrhajós engedélyt.
1997. szeptember 16-tól részesült űrhajóskiképzésben. Két űrszolgálata alatt összesen 19 napot, 17 órát és 44 percet töltött a világűrben. Űrhajós pályafutását 2009. május 31-én fejezte be.

## Írásai
- Több könyvet írt politológia, jog, kibernetikai témakörben,  több mint száz tudományos cikket publikált.
- 2005 – apjáról írt könyvet,
- 2005 – Az alkotmányozás iskolája.
- 2005 – A világ űrrepülése (társszerző és szerkesztő)
- 2009 – Szovjet és az orosz űrhajósok
- 2011 – Az orosz űrhajósok mindennapi élete

Dokumentumfilmek
- 1997-ben – "A Prayer és a Wing"
- 2000-ben – "Stairway to Heaven"

## Űrrepülések
- Szojuz TM–28 kutatásért felelős űrhajós. Összesen 11 napot, 19 órát, 41 percet és 33 másodpercet töltött a világűrben. Szojuz TM–27 mentőűrhajóval tért vissza bázisára.
- Szojuz TM–32 fedélzeti mérnökeként az első orosz expedíciót a Nemzetközi Űrállomáson (ISS). Összesen 7 napot, 22 órát, 4 percet és 8 másodpercet töltött a világűrben. Szojuz TM–31 mentőűrhajóval érkezett vissza a Földre.

## Elismerései
- Megkapta a Arany Csillag kitüntetést.